# Le Grand-Madieu

Le Grand-Madieu este o comună în departamentul Charente, Franța. În 1 ianuarie 2022 avea o populație de 154 de locuitori.